# Syrphoctonus signatus
Syrphoctonus signatus är en stekelart som först beskrevs av Johann Ludwig Christian Gravenhorst 1829.  Syrphoctonus signatus ingår i släktet Syrphoctonus och familjen brokparasitsteklar. Arten är reproducerande i Sverige. Inga underarter finns listade i Catalogue of Life.